# Émile Forgue
Émile Auguste Forgue (Briançon, 29 dicembre 1860 – Mirepoix, 1º febbraio 1943) è stato un chirurgo francese.

## Biografia
Nel 1893 conseguì il dottorato in medicina presso l'Università di Montpellier con la tesi Distribution des racines motrices dans les muscles des membres. Nel 1896 ottenne la sua professione per  la chirurgia, e in seguito divenne professore di medicina operativa (1891-1930) e chirurgia clinica (dal 1895) a Montpellier. Nel 1899 divenne membro corrispondente dell'Académie de Médecine. Nel 1924 fu nominato direttore del Centro anticancreico di Montpellier.
Con gli urologi Leopold Ritter von Dittel e Félix Legueu, fu chiamato la cosiddetta "operazione Dittel-Forgue-Legueu", una procedura utilizzata per la chiusura delle fistole vescico-vaginali.

## Opere principali
- Traité de thérapeutique chirurgicale, 1892 (con Paul Reclus).
- Guide pratique du médecin dans les accidents du travail, suites médicales et judiciaires, 1905.
- Le diverticule de Meckel (appendice de l'iléon) son rôle dans la pathologie et la thérapeutique abdominales, 1907.
- Précis de pathologie externe, 1908.
- Gynécologie, 1916.
- Théophraste Renaudot, créateur du journalisme en France : une grande figure de l'école médicale de Montpellier, 1927.
- La rachianesthésie, sa valeur et sa place actuelle dans la pratique, 1930.
- Précis d'anesthésie chirurgicale; anesthésies générale, rachidienne, locale, 1934.
- Les pestiférés de Saint-Jean d'Acre et de Jaffa : un épisode de la vie de Desgenettes : expédition d'Egypte, 1938.
- Les "pièges" de la chirurgie en diagnostic et thérapeutique; erreurs et fautes ou faits présumés tels, conditions et limites de la responsabilité, 1939.[1][4]